# La Tour de l'hirondelle
La Tour de l'hirondelle (titre original : Wieża Jaskółki) est le quatrième roman et le sixième volume de la série littéraire de fantasy Le Sorceleur, créée par l'écrivain Andrzej Sapkowski. Il est publié en Pologne en 1997 et en France en 2010.
Le livre a été traduit en français par Caroline Raszka-Dewez et sa couverture a été illustrée dans son édition française par Etienne Le Roux.

## Résumé
Accompagné de Jaskier le barde, Milva l'archère, Régis le vampire et Cahir le Nilfgaardien, Geralt de Riv le sorceleur poursuit son périple dans le sud pour retrouver sa fille adoptive Ciri.
De son côté, Ciri est retrouvée par un vieil ermite dans des marécages. Alors qu'il s'occupe de soigner sa profonde blessure au visage, la jeune fille lui raconte comment elle a échappé à Bonhart, tueur sanguinaire qui l'a enlevé et utilisé, ainsi qu'à Stefan Skellen et son groupe de mercenaire, qui cherchait à la retrouver et la tuer. 

## Histoire

### Chapitre 1
La nuit de l'équinoxe d'automne (23 septembre), une terrible tempête s'abat sur les Royaumes du Nord et plus au sud, jusqu'à l'empire de Nilfgaard. Les spectres de la traque sauvage traverse le ciel, une lune rouge comme le sang s'élève dans le ciel. Cette nuit, de nombreuses personnes se sont éveillées, agitées. 
C'est le cas de Triss Merigold, Jarre et Neneke, au temple de Melitele, qui rêvent d'une jeune femme qui se meurt, couverte de sang. C'est aussi le cas d'un vieil ermite, Vysogota, vivant dans un marécage reculé dans la province d'Ebbingn au sud. 
Le lendemain matin, Vysogota trouve dans les marais une jument qui traîne derrière elle une jeune fille presque morte. Vysogota la ramène chez lui et l’ausculte. Elle a 16 ans, a été rouée de coups, porte un tatouage en forme de rose à l'aine et très gravement blessée au visage. Il détecte un sang elfique et nordique. Il essaie de la guérir comme il le peut. Finalement, elle se rétablie, portant alors une très grande cicatrice lui barrant le visage. Après quelques jours, elle s'éveille, indique qu'elle porte un faux nom : Falka. Elle est poursuivie par Bonhart et doit absolument fuir. Vysogota la rassure, lui indiquant que personne ne pénètre jamais dans ces marécages et qu'elle y est en sûreté. Il lui propose de faire passer un message mais elle lui avoue que tous ses amis sont morts. Stefan Skellen, dit Chat-Huant, lui a infligé cette terrible blessure. Elle est encore trop faible pour repartir, Vysogota l'héberge. Il a quelques nouvelles des villages alentours et sait que les personnes qui la recherchent pensent qu'elle est morte et qu'ils retrouveront sa dépouille. Elle est contrainte de rester dans l'ermitage, les deux personnages apprennent à se connaître et se raconte mutuellement leurs histoires. 

### Chapitre 2
Ciri, qui n'a pas encore dévoilé son identité, raconte à Vysogota : 
Hotsporn, un informateur, est attendu par les Rats chez un tatoueur. C'est à cet endroit que Ciri se fait tatouer la rose, le même tatouage que celui de Mistle. Il les prévient qu'ils sont traqués par Bonhart, un chasseur de primes très reconnu et sanguinaire, payé par une personne très riche. Alors que les Rats étaient amusés de la situation, le nom de Bonhart les apeure. Hotsporn leur communique le fait que l'Empereur Emhyr var Emreis va se marier et que, pour fêter ça, tous les malfrats qui avouent leurs pêchés seront graciés. Il leur explique que Cirilla de Cintra s'est rendue à Nilfgaard pour échapper à une sorcière maléfique et qu'Emhyr serait tombé éperdument amoureux d'elle. Ciri s'énerve et prétend que tout cela est faux. Hotsporn calme le jeu et leur propose de rejoindre la guilde marchande, où ils seront logés, et d'être graciés. Mais Bonhart n'est pas très loin, logé dans un village nommé La Jalousie. Les Rats décident de lui tendre une embuscade en y allant le lendemain. 
À l'aube, Ciri s'enfuie avant que les Rats ne partent en direction de La Jalousie. Surprise par Mistle, elles se disent adieu. Elle rattrape Hotsporn, ne sachant réellement quoi faire et où aller. Finalement, elle commence à prendre la direction de Cintra, en compagnie de Hotsporn qui essaie de la séduire. Poursuivis par des brigands, ils se cachent mais l'homme meurt dans les bras de Ciri, alors qu'il l'attouchait. Ciri repart en direction de La Jalousie, prenant le cheval de Hotsporn qu'elle nomme Kelpie, convaincue qu'un guet-apens attend les Rats. Mais le groupe trouve Bonhart qui les tue sans difficulté. Ciri arrive au moment ou le tueur donne le coup de grâce à Mistle. Enragée et haineuse, elle combat Bonhart. Mais il finit par la vaincre. Il l'attache et la force à le regarder couper la tête des Rats. 

### Chapitre 3
Jaskier rédige ses mémoires. Il raconte la bataille du pont. Le petit groupe du sorceleur reste auprès de l'armée de Lyrie tout d'abord parce que Milva a besoin de soins mais aussi parce que l'armée se dirige vers Caed Dhu, leur destination avant de se retrouver dans la bataille. Finalement, le bastion décide de se diriger vers Mahakam. Le groupe se détache alors de l'armée de Lyrie et s'enfuie, subtilisant au passage des vivres et des chevaux. Une nuit, Geralt leur indique que Ciri ne va pas bien du tout ; une autre nuit, Jaskier rêve de Yennefer qui s'enfuie de Montecalvo. Le 10 septembre, ils traversent enfin la Iaruga. 
Triss, dans une auberge de Bremervoord, entend parler de Yennefer. Une pêcheuse des îles Skellige raconte qu'elle a trouvé la sorcière le 19 août et l'a ramené à Ard Skellig ou elle a été accueillie par le jarl Crach an Craite. Mais la sorcière serait morte dans ses propres sortilèges le dernier jour du mois d'août.  
L'Empereur Emhyr var Emreis sermonne Vattier de Rideaux sur son incapacité à retrouver Vilgefortz, Ciri ou encore Cahir. Il refuse catégoriquement d'épouser la fausse Ciri, persuadé que Vilgefortz la retient. Vattier explique à l'Empereur que Stefan Skellen est à Geso et qu'il organise une brigade qui a notamment loué récemment les services d'un mercenaire. 
Alors que Vattier quitte le palais, Rience se manifeste sous la forme d'une projection magique. Il lui promet que Vilgefortz lui livrera la tête de Cahir, ils savent où se trouve le nilfgaardien. En échange, Vattier donne des informations sur Skellen et ses agissements. 
Vattier se rend chez son amante, Cantarella. Pensant qu'elle est stupide et bonne qu'à lui procurer du plaisir, Vattier se confie à elle pour se sentir mieux. Il lui parle de ces derniers échanges, du fait que Skellen est un conspirateur et qu'il a un espion aux côtés de Chat-Huant pour savoir ce qu'il prépare. Mais cette amante travaille en réalité pour Assire et transmet à la magicienne toutes ces informations. 
Le groupe du sorceleur rencontre un chasseur de miel qui leur indique que Nilfgaard a chassé les druides de la forêt de Caed Dhu. Ils se sont enfuis en direction des Versants, plus au sud. Finalement, il s'avère que le chasseur de miel n'a aucune idée d'où ont fuis les druides mais que lui et tous les autres vendeurs de miel migrent vers les Versants, qu'ils traversent une terre infestée de monstres et qu'ils espéraient avoir Geralt avec eux pendant leur voyage. Puisque le groupe n'a plus de piste à suivre pour retrouver les druides, ils acceptent d'accompagner les chasseurs de miel. 

### Chapitre 4
Joanna Selborn comparait devant une cour suprême. Elle est psion pour les services de renseignements impériaux, cela veut dire qu'elle a la capacité d'entendre les pensées des gens et de manipuler leur esprit. Elle témoigne qu'elle a été recrutée dans une brigade armée par Dacre Silifant, sous le commandement de Stefan Skellen. Elle le rencontre le 14 septembre au fort de Rocayne, situé entre Ebbing et Geso. On amène devant Skellen un adolescent, témoin de la tuerie des Rats par Bonhart le 9 septembre. Le tueur a ensuite donné au garçon la mission de livrer deux lettres. Il a gardé Ciri en vie. Joanna et d'autres personnes ont alors eu pour mission de retrouver Bonhart et comprendre pourquoi il ne livrait pas Falka à Skellen, comme convenu.
Quatre hommes arrivent à l’auberge où loge Bonhart. Représentants le baron Casadéi, ils viennent chercher Falka, comme Bonhart devait le faire. Mais le tueur refuse et leur indique que dans 10 jours, il sera à Claremont et que n’importe qui voulant faire valoir ses droits et lui enlever Falka pourra s’y manifester. Il conduit ensuite Ciri, attaché en laisse, au village de Fano.
Le 16 septembre, le groupe de Joanna arrivent à Fano. Ils retrouvent le destinataire de la première lettre de Bonhart : l’armurier. Joanna entre dans son esprit et le force à parler. Il avoue qu’il a vu Bonhart et Falka quatre jours avant. La lettre demandait à l’armurier de préparer une épée exceptionnelle pour la jeune fille.
Dans les marais, Ciri montre à Vysogota sa superbe épée, gravée d’une tour rongée par le chaos au dessus de laquelle vole une hirondelle, symbole d’espoir.
Le 15 septembre, Bonhart amène Falka à Claremont, chez le deuxième destinataire de la lettre. Un homme très riche, accompagné d’autres personnes, droguent Falka et la lancent dans une arène. Les hommes du baron Casadéi se manifestent, l’homme riche ouvre des paris sur des combats à mort. Bonhart montre Ciri au centre de l’arène et indique que si quelqu’un veut la récupérer, il n’a qu’à aller la chercher. Celui qui tuera la jeune fille gagnera.  Les hommes du baron et d’autres se lancent dans l’arène et se battent contre Falka mais la jeune fille se retrouve contrainte à les blesser pour se protéger. Un homme dit à Ciri que Bonhart ne cessera de l’utiliser et de la faire combattre, jusqu’au jour où il s’en lassera et la tuera. Le blason que porte l’homme représente une licorne. Ciri se prépare à se suicider. Bonhart lui hurle dessus qu’une sorceleuse de Kaer Morhen a appris à tuer et qu’elle n’aura jamais le cran de se tuer elle-même.
Dans les marais, Ciri avoue à Vysogota qu’en effet, elle n’a pas eu le courage de se suicider.

### Chapitre 5
Le 17 septembre, Geralt et sa bande arrivent à Riedbrune, la destination des chasseurs de miel. Ils y apprennent que les druides se trouvent au lac Monduirn, plus à l'ouest. Le groupe décide de se reposer quelques jours dans le village, ce qui n'est pas de l'avis du sorceleur. Fulko, préfet de Riedbrune, convoque Geralt. Il lui explique qu'il entend faire régner l'Empire dans les Versants et, pour cela, n'hésitera pas à exécuter toute personne troublant l'ordre public. Il fait entrer une bandit, ressemblant à Ciri. La jeune fille, qui se prénomme Angoulême, explique qu'un bandit que l'on appelle le Rossignol a reçu l'ordre, de la part d'un demi-elfe, de tuer Geralt lorsqu'il passera à Belhaven. Le Rossignol et Angoulême sont particulièrement bien renseignés sur le petit groupe, sachant qu'il y a Geralt, Jaskier, une femme et un homme. Les informations excluent donc Cahir ou Régis. Fulko, voulant exécuter le Rossignol, est intéressé par cette information. Il propose à Geralt de lui régler son compte et, en échange, il laissera le petit groupe tranquille et ne préviendra pas l'Empire de leur passage. Il lui indique qu'ils doivent prendre la route de Toussaint pour atteindre Belhaven, un royaume où Nilfgaard n'ose pas se rendre et où les druides se sont réfugiés. Geralt demande que Angoulême les accompagne afin qu'elle ne soit pas exécutée elle aussi. 
En échangeant avec le reste du groupe, ils se rendent compte que la situation est troublante. Les informations sur eux sont particulièrement précises et le Rossignol prépare une embuscade où la troupe du sorceleur n'avait pas encore prévu de passer, puisqu'ils ignoraient alors que les druides se trouvaient à Toussaint. Alors qu'il accusent Cahir de les avoir trahi ou Fulko d'avoir préparé cette situation de toutes pièces pour se débarrasser du Rossignol, Régis comprend. En tant que Vampire, il n'est pas détectable lorsqu'un magicien les scanne. C'est donc un magicien qui a scanné l'équipe et qui a engagé ce demi-elfe pour les tuer. 
Le 25 septembre, le groupe arrivent à l'endroit où les routes vers Belhaven et Toussaint se séparent. Geralt, après la terrible nuit de l'équinoxe, pense que Ciri est morte et est décidé à se venger. De plus, il pense que la magicienne qui les a scanné n'est autre que Yennefer. Geralt, Cahir et Angoulême se dirige alors vers Belhaven ; Jaskier, Milva et Régis font route vers Toussaint. 
Dans les marais, Ciri raconte que la veille de l'équinoxe, elle a rêvé de Geralt, de ce moment du 25 septembre où il pense qu'elle est morte et qu'il insinue que Yennefer l'a trahi. 

### Chapitre 6
Geralt, Cahir et Angoulême se rendent aux abords de Belhaven, dans les mines. La jeune fille avait reconnu sur les chaussures du demi-elfe la terre rougeâtre, caractéristique de cet endroit. Ils sont informés que le demi-elfe se trouve à la mine Rialto. À peine y sont-ils arrivés que le trio tombe sur des hommes du Rossignols. Angoulême leur fait croire qu'elle et ses deux hommes ont tué le sorceleur. Mais ils se battent quand même et ils tuent les hommes du Rossignol. Un demi-elfe vient les féliciter de ce combat et d'avoir tué Geralt. 
Le demi-elfe se nomme Schirrú. Geralt lui donne son pendentif à tête de loup comme preuve qu'ils ont tué le sorceleur mais Schirrú prend Angoulême en otage. Il a reconnu Geralt. Au même moment, des gardes impériaux débarquent. Alors que les trois pensent trouver de l'aide, il s'agit du Rossignol en personne, qui a été embauché dans les rangs de l'armée nilfgaardienne et que Fulko, répugné, essaie de s'en débarrasser. Les trois compagnons sont alors arrêtés et condamnés à mort. Schirrú explique à Geralt qu'il sert Vilgefortz, qu'il a participé à l'assassinat de Codringher et Fenn. Mais ils se font interrompre par des révolutionnaires, qui luttent pour l'indépendance des Versants. Geralt, Cahir et Angoulême prennent la fuite et essaient de rejoindre la route de Toussaint. Malheureusement, Cahir, gravement blessé, tombe au sol et ne peut tenir sur son cheval. Geralt reste avec lui et se cache tandis qu'Angoulême continue seule pour avertir les autres de la situation. 
Alors qu'ils se déplacent lentement, se cachant dans des grottes, Cahir et Geralt parlent de Ciri. Le nilfgaardien ne pense pas que Ciri est morte, Geralt essaie d'y croire. Cahir rêve toujours de la jeune fille. Un autre soir, il raconte à Geralt la nuit à Cintra, comment il s'est occupé de Ciri. Il avoue qu'il pense l'aimer, qu'elle ne l'aimera sûrement jamais en retour, mais que si elle épouse Emhyr, alors il pourra toujours espérer la revoir. Plus tard, ils retrouvent Régis. 

### Chapitre 7
Régis leur apprend qu'ils ont atteint Toussaint. Les druides sont dans les bois sacrés de Myrkvid et le vampire connaît personnellement la flaminique, la druide qui dirige le cercle. Lorsqu'ils se sont présentés, elle attendait déjà leur venue depuis longtemps et était au courant de tous les événements. Régis est donc parti à leur rencontre. La flaminique a tout appris d'une personne qui vit dans une grotte, Régis a pour mission d'y amener Geralt afin qu'ils se rencontrent. La druidesse a indiqué que Geralt devait entrer dans la grotte sans arme et en tout humilité, il ne devra plus être sorceleur. 
Geralt entre à contrecœur. La grotte est remplie de monstres qui l'embêtent et se moquent de lui. Une voix au fond de la grotte leur demande de le laisser tranquille et de le laisser continuer. Un elfe l'attend au fond, Avallac'h. Il répète à Geralt la prophétie d'Ithlinne, que seuls les elfes suivront l'hirondelle et survivront au temps du froid blanc et du mépris. Devant la tombe de Lara Dorren, dissimulée au fond de la grotte, Avallac'h explique que Lara Dorren est tombé amoureuse d'un magicien humain alors qu'elle portait en elle des gènes très particuliers. Ciri est porteuse de ce gène. L'elfe apprend à Geralt qu'il ne sauvera pas Ciri, que c'est à présent la destiné de quelqu'un d'autre. Finalement, il donne à Geralt une monture pour arriver à la forêt de Myrkvid au plus vite. Lorsqu'il atteint sa destination, des bandits ont mis le feu à une partie de la forêt. Des hommes du Rossignol et de Schirrú se battent contre des chevaliers de Toussaint. Geralt se bat alors du côté des chevaliers. Vainqueurs, Geralt retrouve Jaskier, Milva et Angoulême. Le baron Peyrac-Peyran reconnaît Jaskier et l'appelle baron Julian, il les invite au château de Beauclair. Jaskier accepte l'invitation, les autres le rejoindront plus tard, lorsqu'ils auront retrouvé le Rossignol et Schirrú. 
Le trio s'enfonce plus profondément dans la forêt des druides. Il se font attaquer par un immense monstre de bois, semblable à un arbre. Eux et d'autres bandits, emprisonnés dans ses branches, sont amenés devant les druides. Geralt se présente à la flaminique et ils regardent leurs ennemis exécutés par les druides. Le médaillon du sorceleur brûle avec Schirrú. Geralt dit qu'il n'est plus sorceleur.

### Chapitre 8
À Lan Exeter, la capitale d'hiver de Kovir, Dijkstra rencontre Esterad Thyssen et sa femme, le roi et la reine du royaume de Kovir. La Rédanie a besoin d'argent pour se défendre contre Nilfgaard. Esterad montre à Dijkstra l'attaque que l'Empire prépare au printemps. 
À Nilfgaard, Cantarella parle avec Assire. La magicienne a reçu une lettre de Fringilla, qui est à Toussaint. Assire contacte Filippa et lui raconte tout ce qu'elle sait. 
Esterad explique à Dijkstra qu'il aimerait les soutenir mais qu'il ne le peut pas. Il a signé un traité de paix avec Nilfgaard et qu'il ne peut donc pas aider des ennemis de l'Empire. Dijkstra souligne le fait que c'était aussi le cas de la Témérie et que Emhyr var Emreis a quand même envahi ces terres. Le roi balaie cet argument et refuse l'aide financière que demande l'espion. 
Le soir, Esterad discute avec sa femme. Il a rêvé que sa mère voulait marier leur fils avec Cirilla de Cintra. Au sujet de la demande de Dijkstra, sa femme se base sur le livre qu'elle lit et qui retranscrit les paroles du prophète Lebioda. Elle lui explique qu'il faut trouver autre chose à donner car c'est l'acte qui est attendu, plus que l'argent qui est à donner. Finalement, Esterad donne à la Rédanie peu d'argent mais il leur donne également de nombreux prisonniers qui deviendront soldats.
La reine de Kovir explique son échange avec son mari à Sheala de Tancarville. C'est elle qui manipule les rêves de Esterad et elle fera en sorte que leur fils sera responsable et savants, il tombera également amoureux de Cirilla quand il la rencontrera. Sheala informe ensuite Filippa. 
Esterad salue Dijkstra. Il lui conseille de se protéger face à ce qui arrivera et qu'il ne doit pas faire confiance à Filippa Eilhart. Il finit par lui dire que le grand hiver prédit par Ithlinne arrivera peut-être. 

### Chapitre 9
Yennefer est à Kaer Trolde, la principale forteresse d'Ard Skellig. Le jarl Crach an Craite revient d'une bataille avec plusieurs drakkars et ses berserkers. En voyant Yennefer, Crach lui dit qu'il la livrera à Novigrad, la laissant aux mains des premières autorités qui voudront la capturer et qu'elle finira sur l'échafaud. Elle essaie de se défendre et lui expliquer qu'elle n'est pas une traître. Elle ne repartira pas à Novigrad, elle a promis à Ciri de l'aider, tout comme Crach an Craite l'a fait, lorsque Ciri était enfant. Le jarl lui partage les rumeurs qu'il a entendu, comme quoi l'enfant ne serait pas à Nilfgaard, ce que Yennefer confirme, et qu'elle serait morte. Alors que Yennefer se tait, l'homme lui explique qu'il n'y croit pas. 
Yennefer essaie de créer un mégascope, un outil de communication à distance. Pour cela, elle cherche un énorme diamant mais le seul capable de faire l'affaire est assemblé sur une relique, dans un temple. Aux côtés de Crach an Craite, elle s'en va demander aux religieuses si elle peut prendre la relique. La prêtresse refuse, notamment parce que le diamant ne peut pas être désolidarisé de la statue de la déesse, sur laquelle il est fixé. Elle cherche cependant à aider la magicienne et Ciri, qu'elle a connue enfant. Elle propose alors à Yennefer de venir prier avec elle devant la statue de la déesse. Au moment où elles prient, Yennefer à une vision, la prêtresse qui l'accompagne devient la déesse et lui propose de choisir entre la lumière et les ténèbres, de sacrifier ce qu'elle a pour avancer dans sa quête. Yennefer, ne croyant pas que cette vision est réelle, refuse de sacrifier quoi que ce soit, elle ne veut pas souffrir. Elle se revoit alors bossue, battue par son père. La magicienne ne veut pas se repentir. Lorsqu'elle sort de sa vision, elle était endormie pendant sa prière. Le diamant est tombé de la statue et a roulé devant elle. 

Yennefer reste au temple pour travailler. Elle s'entretient de nouveau avec Crach an Craite. Il lui explique que lorsque le sang des filles de Riannon coule, la mer se déchaîne. Ce n'est pas arrivé, Ciri est encore en vie. Il continue sur le fait que le bateau sur lequel se trouvaient les parents de Ciri a mystérieusement disparu en mer, dans les abysses de Sedna, et que la tempête, qu'on prétend responsable de son naufrage, ne serait arrivé qu'après la mort de Pavetta. Il lui dit également les derniers mots de la reine Calanthe au sujet de Ciri, la nuit de l'attaque de Cintra : 
Mieux vaut que le sang de la jeune fille se répande sur les pavés de Cintra plutôt que d'être souillé. 
Plus tard, Triss qui enquête sur la disparition de Yennefer s'entretient avec le jarl. Il lui explique ce qu'il sait des derniers événements survenus. 
Yennefer a construit son mégascope et a pu prendre contact avec différentes personnes. Elle a échangées des informations contre de l'argent, parfois elle a utilisé le chantage. Elle posait des questions au sujet de Vilgefortz, des abysses de Sedna et des tours de la mouette et de l'hirondelle. 
Triss pense que la magicienne enquêtait sur la commission Radcliffe, un rapport d'enquête sur les événements de Thanned. En recréant des images des événements, on a pu retrouver où s'étaient téléportés les magiciens, sauf une personne qui se serait téléporté dans les abysses de Sedna. On imagine qu'il s'agit de Vilgefortz, qu'un navire nilfgaardien l'y attendait et qu'il a amené avec lui Ciri. Mais le rapport garde secret certaines chose, notamment la possibilité qu'une personne ait emprunté le portail de Tor Lara. 
Dans les marais, Ciri pêche avec Vysogota. Il lui explique ce qu'il sait sur les liens de téléportation qui unissent les deux tours. Lorsqu'ils rentrent dans sa cabane, l'ermite lui fait lire un extrait de livre qui parle de la tour de l'hirondelle. Vysogota pense que Ciri est une élue, il lui montre où se situe la tour sur une carte, aux abords du lac Tarn Mira, dans la contré des cent lacs, à quelques semaines à cheval. 
Yennefer s'est décidée à se rendre aux abysses de Sedna. Elle veut y provoquer l'ennemi. Le 27 août, elle fait sa dernière télécommunication avec Triss et Filippa, leur expliquant qu'elle ne peut pas prévoir les prochains événements. Si elle devait mourir, elle demande aux magiciennes que son nom ne soit pas sali et que l'on conserve la vérité, qu'elle n'est pas une alliée de Vilgefortz. Filippa refuse, cela ne sert pas les intérêts politiques de la loge et la façon dont elles veulent manipuler Ciri. Elles ne le diront pas non plus à Geralt. Yennefer se fâche. Elle finit par démonter son appareil puis s'en va avec deux drakkars et plusieurs hommes. Cinq jours plus tard, les survivants racontent à Crach an Craite que Yennefer n'a gardé avec elle que le minimum d'homme nécessaire à faire naviguer un seul drakkar. Laissant le second drakkar et son équipage derrière elle, Yennefer s'est aventurée dans les abysse de Sedna et, dans une effroyable tempête, le bateau s'est élevé au dessus des eaux. Le bateau a disparu dans une explosion, les berserkers n'ayant pas disparu avec ont été retrouvés morts. 

### Chapitre 10
Joanna entre dans sa cellule après le procès. Elle risque certainement d'être exécutée. Elle se remémore les événements qui ont eu lieu il y a maintenant un an. 
Lorsqu'ils sont arrivés à Claremont, deux jours après les incidents, Bonhart était déjà parti avec Ciri. La veille de l'équinoxe, elle a ressenti la présence d'un invisible. Joanna a expliqué à Stefan Skellen qu'ils étaient espionnés et qu'elle a pu sentir la présence d'une personne qu'on ne pouvait pas voir parce qu'elle entendait ses pensées. Le groupe de malfaiteurs s'arrête au village de Unicorne pour tendre un piège à l'invisible. Attrapé par l'équipe de Skellen, l'espion n'est autre que Rience qui essaie de retrouver Ciri avant eux pour Vilgefortz. C'est au même moment que Bonhart arrive avec Ciri. 
Dans les marécages, Ciri se prépare à partir. Alors qu'elle reprochait à ses proches de ne pas être venu l'aider, elle sent que c'est eux, à présent, qui ont besoin de son aide. Elle part trouver Tor Zireael. Vysogota tente de l'en empêcher, lui expliquant surtout que la vengeance n'est pas une solution, que ses ennemis sont tout proche. Des hommes ont été placés dans les villages alentours pour l'attraper dès qu'elle sortira de sa cachette, comme c'est le cas à Dun Dâre, non loin des marais.
Bonhart, Rience et Skellen échange au sujet de Ciri tandis que Dacre et ses hommes, dont Joanna, gardent Ciri. Bonhart explique aux deux autres hommes qu'il a torturé Ciri et qu'elle lui a avoué sa véritable identité. Rience confirme qu'elle est effectivement Cirilla de Cintra, future femme de Emhyr. Pour Bonhart, les événements le dépassent et il souhaite la vendre au plus offrant. Vilgefortz intervient au travers d'un petit boîtier que Rience porte sur lui. Il ne souhaite qu'une seule chose : avoir le placenta de Ciri. Selon la prophétie d'Ithlinne, ses descendants maîtriseront le monde. Vilgefortz propose alors à Bonhart de lui racheter Ciri et qu'il pourra être témoin de son horrible opération. Skellen, quant à lui, a été payé par deux nilfgaardiens dont les filles étaient des prétendantes d'Emhyr. Après l'arrivée de Ciri, ils ont décidé de tuer la jeune fille pour être de nouveau en lice. Vilgefortz propose à Skellen le poste de Vattier de Rideaux et lui indique qu'il a une taupe dans ses rangs. 
Alors que Joanna écoute toute la conversation à distance, l'un des hommes de Dacre lui demande de fuir, qu'elle sera exécutée si elle est associée à ce que manigance Skellen. Joanna décide alors de rentrer dans l'esprit de Ciri. Mais la jeune fille la repousse et retrouve la force magique qu'elle avait perdue dans le désert. Grâce à cela, elle tue plusieurs hommes, se libère et retrouve son cheval. Alors qu'elle s'échappe, l'alerte est donnée. Skellen lance un orion dans sa direction et la blesse gravement au visage. La tempête tombe alors, des événements surnaturels surviennent, la traque sauvage vient effacer les traces de Ciri pour qu'on ne la retrouve pas, d'autres spectres apparaissent dans les alentours. C'est la nuit de l'équinoxe de septembre.
Dans les marais, Ciri part pour Dun Dâre. Vysogota et elle se disent adieu, émus. Il lui répète l'itinéraire pour atteindre le village puis la tour de l'hirondelle. C'est la nuit de Saovine, à la fin du mois d'octobre. Ciri débarque dans l'auberge où attendent les tueurs. Elle les massacre tous et se présente comme une sorceleuse. 
Vysogota meurt le soir même dans sa cabane et implore les dieux, s'ils existent, de veiller sur Ciri. 

### Chapitre 11
Le 19 novembre, dans le temple de Melitele, Neneke, accompagnée de Jarre et Triss, dit au revoir à deux jeunes prêtresses qui partent être médecin de guerre. Triss et Neneke rejoignent une prêtresse au talent divinatoire pour essayer d'avoir une vision de Ciri. 
Ciri est arrivée dans la contrée des cent lacs et se rapproche de Tarn Mira. Elle est talonnée par les tueurs. 
Cela fait trois semaines, depuis Saovine, que Bonhart, Rience, Skellen et ses hommes poursuivent Ciri. Rience n'a plus aucune nouvelle de Vilgefortz au travers du petit boîtier. Rience s'inquiète de la tournure que prendront les événements, de qui prendra l'avantage lorsqu'ils captureront Ciri. 
Lorsque Yennefer s'est fait attrapé par Vilgefortz, elle s'est fait battre par Rience et Schirrú. Vilgefortz, défiguré par l'explosion du portail de Tor Lara, "branche" la magicienne à son scanner dans le but de localiser Ciri. En effet, au travers d'une personne qui est liée à Ciri, il pourra obtenir une vision de l'emplacement de la jeune fille. Mais malgré la torture, Yennefer ne scanne qu'une seule image : Geralt, Jaskier, Cahir et Milva. Schirrú a alors pour mission de les retrouver tandis que Rience se lance à la recherche de Ciri. 
Arrivé aux abords du lac Tarn Mira, les hommes de Dacre Silifant décident de ne plus continuer. C'est le cas de Joanna. 
Joanna finit d'expliquer les événements au tribunal. Elle réussit à manipuler l'esprit du juge qui décide de la relâcher. 
Les tueurs se rendent compte que Ciri a traversé le lac gelé à pied. Ils descendent alors de leurs chevaux et font de même. Elle n'a qu'une trentaine de minute d'avance sur eux. Ils la poursuivent, traquant ses traces de pas laissés sur la glace. Ils s'enfoncent dans la brume épaisse qui recouvre le lac. Bonhart finit par faire demi-tour, présentant qu'il s'agit d'un piège. Au bout d'un moment, les traces de pas s'arrêtent. Ciri a revêtu des patins à glace que Vysogota lui a donnés. La jeune fille arrive alors et, glissant rapidement sur la glace, tue les hommes restants un par un. Rience invoque une boule de feu mais fait ainsi fondre la glace. Tous tombe dans l'eau glacée. Alors que Skellen se hisse sur la glace, Ciri revient et tue Rience. Au fond de l'eau, Vilgefortz parle au travers du boîtier, indiquant qu'il n'a plus de nouvelles depuis plusieurs jours et que Ciri ne doit aucunement entrer dans la tour. 
Bonhart atteint à cheval l'autre extrémité du lac. Ciri sort alors de la brume sur son cheval. Bonhart traverse la glace pour l'atteindre mais la jeune fille s'enfuie, apeurée par le tueur, vers ce qui reste des ruines de la tour. Dans la brume, une licorne se matérialise puis la traque sauvage ordonne à Bonhart de s'en aller, la fille leur appartient. Le cheval de Bonhart prend peur et brise la glace. Lorsque l'homme parvient à se hisser de nouveau sur la glace, une immense tour de basalte se dresse à la place des ruines. Ciri pénètre dans la tour sur le dos de son cheval. Nimbée d'aurores boréales, la tour disparaît. Bonhart hurle de rage. 

Ciri pénètre dans un immense endroit dans lequel d’innombrables portes s'ouvrent, offrant une infinité de chemin. Sur le dos de Kelpie, Ciri continue d'avancer. Elle a des visions des gens qu'elle connaît, voit Yennefer enchaînée et meurtrie dans la grotte de Vilgefortz, elle voit, gênée, Geralt coucher avec une femme, elle croise Vysogota avec qui elle échange quelque peu. Il lui dit ces mots : 
Le sang ancien qui coule dans tes veines te donne la maîtrise du temps. Et de l'espace. Des dimensions et des sphères. Tu es maintenant la dame des mondes, Ciri. Tu possèdes une Force puissante. Ne permets pas qu'on te l'enlève ou qu'on en profite à des fins personnelles criminelles ou indignes... 
Elle ressort de la tour dans un autre monde, au printemps. Deux licornes sont allongées au bord de l'étang. Non loin de là, un elfe joue du pipeau en observant s'approcher Ciri et Kelpie. L'elfe fini de jouer et accueille Ciri.

## Édition française
- La Tour de l'hirondelle, Bragelonne, 22 octobre 2010, trad. Caroline Raszka-Dewez, illustré par Etienne Le Roux, 432 p.  (ISBN 9782352944324)